# Union syndicale des travailleurs du Guatemala
L'Unión Sindical de Trabajadores de Guatemala (UNSITRAGUA - Union syndicale des travailleurs du Guatemala) est une confédération syndicale du Guatemala. Elle est affiliée à la Confédération syndicale des travailleurs et travailleuses des Amériques et à la Confédération syndicale internationale.